# Yves Barbaza
Pour les articles homonymes, voir Barbaza (homonymie).
Le lieutenant Yves Barbaza, de son nom complet Yves Félix Joseph Jules Barbaza, né le 28 mai 1893 à Port-Saïd en Égypte et mort le  26 février 1971  à Paris est un as de l'aviation de la Première Guerre mondiale crédité de cinq victoires aériennes homologuées.

## Jeunesse et service militaire
Barbaza est né à Port-Saïd au nord-est de l'Égypte. Il est le fils de Joseph Barbaza et Élise Gredy. Pour effectuer son service militaire il rejoint l'armée française en octobre 1911 — avec qui il s'engage pour trois ans — et intègre le 7e régiment de dragons comme simple soldat,. En juin 1922, il est promu au grade de brigadier, puis maréchal-des-logis en septembre 1913,.

## Première Guerre mondiale
Il sert aux 7e dragons pendant le début de la guerre, puis le 5 janvier 1916 il est transféré au 1er Groupe d'Aviation de Dijon comme apprenti pilote et obtient deux mois plus tard (le 25 mars) son brevet de pilote militaire (le brevet numéro 3060 obtenu l'école d'aviation de Buc),.  Il poursuit son apprentissage de pilote militaire par un stage « Avions Rapides » à l'école d'aviation militaire d'Avord, un stage de tir à l'école de tir aérien de Cazaux, un stage « Haute Ecole » à l'école d'aviation militaire de Pau et enfin est envoyé au Groupe des divisions d'entraînement du Plessis-Belleville à partir du 30 juin 1916 où il reste jusqu'au 24 juillet 1916. 
Le 1er août 1916, il est affecté à l'escadrille N 38 avant d'être transféré dès le 10 septembre 1916 à l'escadrille N 77 qui, nouvellement créée, est transféré le 3 octobre 1916 à la 8e armée, sur le front de Lorraine.
Le 25 octobre 1916, il force un avion biplace ennemi à se poser au sud d'Étain (dans la Meuse), ce qui lui vaut sa première citation (le 27 décembre) mais n'est pas une victoire homologuée. Le 10 décembre, il abat un LVG au-dessus d'Autry dans les Ardennes, pour sa première victoire homologuée et la seule qui ne soit pas « en coopération » (c'est-à-dire que plusieurs pilotes sont impliqués dans la destruction de l'appareil ennemi).
Il est promu adjudant le 25 aout 1917, puis sous-lieutenant à titre temporaire le 26 janvier 1918. Entre-temps, le 24 août 1917, l'escadrille N 77 est entièrement équipée de SPAD et est renommée SPA 77.
Le 24 mars 1918, Le capitaine Pierre Mouronval, le lieutenant John Pierre Battle et le sous-lieutenant Barbaza détruisent un ballon d'observation allemand au nord de Quessy, dans l'Aisne ; c'est la seconde victoire de Barbaza. Le 1er juillet 1918, il est confirmé au grade de sous-lieutenant. Le 18 juillet, Barbaza et le maréchal-des-logis Albert Armangué détruisent un avions ennemis au-dessus d'Armentières, sa troisième victoire. Les deux dernières ont lieu lors d'une même sortie : le 15 septembre 1918, un patrouille constituée des sous-lieutenants Barbaza et Maurice Boyau, de l'adjudant Émile Strohl et dirigée par le lieutenant Henri Decoin détruit consécutivement (en vingt-deux minutes) deux ballons d'observation au-dessus de La Haie-des-Allemands et Foulcrey (en Moselle). Les deux victoires sont attribuées conjointement à l'ensemble de la patrouille, portant ainsi le total d'Yves Barbaza à cinq, chiffre qui lui confère le titre informel d'as de l'aviation.
Le 15 octobre 1918, le sous-lieutenant Yves Barbaza est fait chevalier de la Légion d'honneur : « Un officier de haute moralité et à la bravoure affirmée. A rendus pendant deux ans d'innombrables services dans le corps d'armée et à l'aviation de chasse. Après avoir exécuté de nombreuses missions photographiques, en particulier lors de la bataille de Verdun, il passa dans une escadrille de chasse où il s'est immédiatement affirmé par son énergie et sa grande conscience de la dévotion. Chef de patrouille remarquable qui a effectué de nombreux combats, souvent loin derrière les lignes allemandes. Le 15 septembre 1918, il a mis en flammes deux ballons (3e et 4e victoires, trois citations). »
Il reçoit également la Croix de guerre avec trois palmes et l'étoile de Vermeil.

## L'après guerre
Après guerre, Barbaza sert brièvement dans l'Escadrille SPA 89 à partir d'avril 1919  avant d'être démobilisé le 1er août de la même année. Il reste néanmoins officier de réserve et est promu lieutenant le 1er juin 1921. Il quitte finalement la réserve après la Seconde Guerre mondiale le 28 mai 1946. 
Il meurt à Paris le 26 février 1971 et est enterré à l'ancien cimetière de Sannois.